# Juana Calfunao Paillaléf

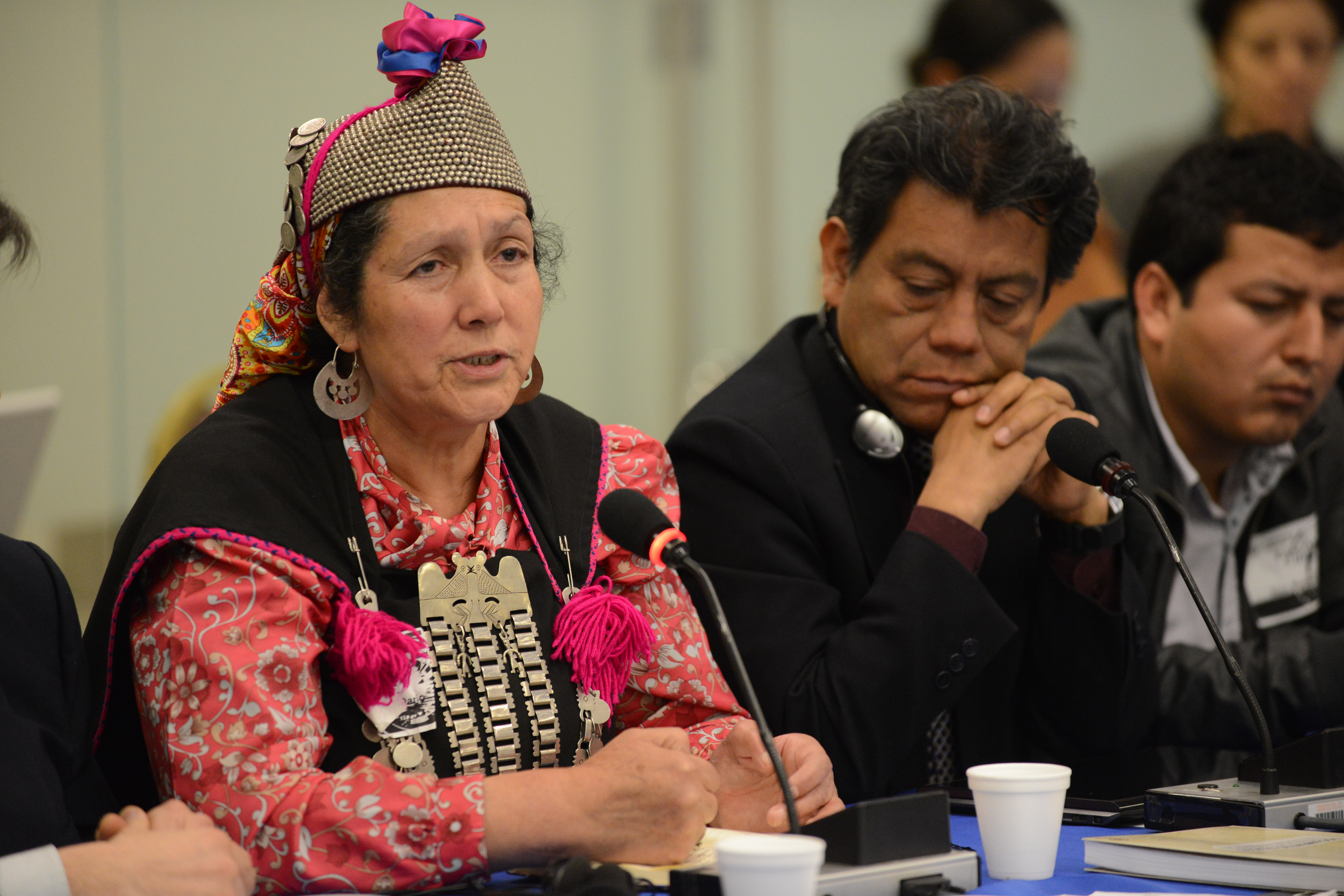
Lonko Juana Calfunao Paillaléf

Juana Calfunao Paillaléf (còn được gọi là Juana Calfungo hoặc Juana Calfunao) là một trong những cơ quan chính hoặc tù trưởng (Lonko) của cộng đồng bản địa Mapuche ở miền trung nam Chile. Cô là người đứng đầu của cộng đồng Juan Paillalef, ở Cunco, Vùng Araucanía.
Calfunao Paillaléf là một nhà lãnh đạo quan trọng trong các cuộc đấu tranh của các dân tộc Mapuche để khẳng định chủ quyền của họ, chống lại bạo lực nhà nước và doanh nghiệp, và lên án việc khai thác tài nguyên thiên nhiên từ vùng đất tổ tiên của họ.
Cô là con gái của werkén Ambrosio Calfunao, người đã chết khi cô và các anh chị em của mình còn nhỏ, và lonko Mercedes Paillaléf. Mẹ cô cũng là một nhà lãnh đạo cộng đồng, bị giam cầm bởi chế độ độc tài quân sự Chile trong hai năm trong nhà tù Temuco.
Cô là người sáng lập tổ chức phi chính phủ Chile Comisión Ética Contra la Tortura (Ủy ban đạo đức chống tra tấn). Vào tháng 11 năm 2006, cô bị nhà nước Chile kết án 150 ngày tù giam, vì phản đối việc xây dựng trái phép một con đường tư nhân qua vùng đất Mapuche. Cuối cùng cô phải ngồi tù bốn năm rưỡi. Các thành viên khác trong gia đình cô cũng đã bị bức hại hoặc bỏ tù. Con gái Relmutray của cô đã được gửi đến Thụy Sĩ vào năm 9 tuổi, nơi cô xin tị nạn và sống với người dì, Rayen Calfunao Paillalef, từ năm 2006 đến năm 2011 
Vào tháng 10 năm 2015, Calfunao Paillaléf đã đến thăm Hoa Kỳ và làm chứng trước Tổ chức các quốc gia châu Mỹ (OAS), kiện chính phủ Chile về nhiều hình thức bạo lực đối với người Mapuche, bao gồm cả việc chiếm đoạt đất đai của người bản địa và ngược đãi phụ nữ Mapuche và ngược đãi bọn trẻ.